# Stigmaphyllon emarginatum
Stigmaphyllon emarginatum är en tvåhjärtbladig växtart som först beskrevs av Antonio José Cavanilles, och fick sitt nu gällande namn av Adrien Henri Laurent de Jussieu. Stigmaphyllon emarginatum ingår i släktet Stigmaphyllon och familjen Malpighiaceae. Inga underarter finns listade i Catalogue of Life.